# 林美一
林 美一（はやし よしかず、1922年2月12日 - 1999年3月31日）は、日本の浮世絵研究家・時代考証家。

## 来歴
大阪府大阪市生まれ。大映京都撮影所勤務を経て、江戸文芸、特に浮世絵の研究を始める。映画、テレビなどの時代考証も行い、日本のアカデミズムでは扱われない浮世絵、特に春本（艶本・春画）について多くの編纂、紹介の書を著す。在野の研究者ながら、考証は確かで、後発の学者たちは大きな恩恵をこうむっているが、未だ正当に評価されているとは言いがたい。

## 著作一覧

### 校訂・編纂
- 風流曲三味線 江島其磧 未刊江戸文学刊行会, 1955-1960
- 遊里文学資料集 第1集 未刊江戸文学刊行会, 1955
- 未刊江戸小咄本集 未刊江戸文学刊行会, 1956 (未刊江戸文学別冊)
- 江戸広告文学 未刊江戸文学刊行会, 1957
- 絵入江戸小咄 未刊江戸文学刊行会, 1958
- 艶本研究 国貞 有光書房, 1960 のち江戸枕絵師集成 河出書房新社
- 艶本研究 歌麿 正続 有光書房, 1962-1963 同
- 艶本研究 春章 有光書房, 1963 同
- 春信艶色まねゑもん秘画帖 鈴木春信 金子孚水共編 緑園書房, 1965
- 艶本研究 国芳 有光書房, 1964
- 艶本研究 豊国 有光書房, 1964
- 艶本研究 春信 有光書房, 1964
- 艶本研究 広重と歌麿 有光書房, 1965
- 艶本研究 重政 有光書房, 1966
- 秘板八犬伝 緑園書房, 1965
- 秘板源氏絵 緑園書房, 1965
- 秘板梅ごよみ 緑園書房, 1965
- 艶本研究 英泉 有光書房, 1966
- 風流玉の盃 大湯山人 有光書房, 1966 （艶本江戸文学資料選第1巻）
- 好色赤烏帽子・好色美人角力 桃林堂蝶麿 有光書房, 1966
- 開談遊仙伝 落書庵景 有光書房, 1967 （艶本江戸文学資料選第3巻）
- 艶本研究 お栄と英泉 有光書房, 1967
- 艶本研究 北斎 有光書房, 1968
- 艶本研究 師宣 有光書房, 1968
- 魂胆色遊懐男 江島其磧 有光書房, 1968 （艶本江戸文学集成第4巻）
- 水谷浩　映画美術の創造, 1973 光潮社 新藤兼人・共編
- 秘籍江戸文学選 7 訳 日輪閣, 1975
- 艶本研究 清長と春潮 有光書房, 1976
- 江戸枕絵名品選 1-2 花咲一男編 三樹書房, 1982
- 腹筋逢夢石 鳥獣魚虫草木器物介科口技 山東京伝 河出書房新社, 1984 （江戸戯作文庫）
- 八重霞かしくの仇討 山東京伝 河出書房新社, 1984 （江戸戯作文庫）
- 傾城水滸伝 初編、2編 曲亭馬琴 河出書房新社, 1984 （江戸戯作文庫）
- 方言修行金草鞋 初編、2編 十返舎一九 河出書房新社, 1984 （江戸戯作文庫）
- 朧月猫の草紙 初編・2編 山東京山 河出書房新社, 1985 （江戸戯作文庫）
- 座敷芸忠臣蔵・仮多手綱忠臣鞍 山東京伝 御慰忠臣蔵之攷　曲亭馬琴 河出書房新社, 1985 （江戸戯作文庫）
- 鬼児島名誉仇討 式亭三馬 河出書房新社, 1985 （江戸戯作文庫）
- 作者胎内十月図 山東京伝 腹之内戯作種本 式亭三馬 的中地本問屋 十返舎一九 河出書房新社, 1987 （江戸戯作文庫）
- 歌川豊国 河出書房新社, 1994 （江戸枕絵師集成）
- 柳の嵐 大判錦絵秘画帖 柳川重信 河出書房新社, 1996 （定本・浮世絵春画名品集成）
- 絵本開談夜之殿 歌川国貞 河出書房新社, 1996 （定本・浮世絵春画名品集成）
- 恋のやつふぢ 歌川国貞 河出書房新社, 1996 （定本・浮世絵春画名品集成）
- 春色初音之六女 歌川国貞 河出書房新社, 1996 （定本・浮世絵春画名品集成）
- 華古与見 歌川国芳 河出書房新社, 1996 （定本・浮世絵春画名品集成）
- 艶本花の奥 渓斎英泉 河出書房新社, 1997 （定本・浮世絵春画名品集成）
- 口吸心久莖後編 歌川国芳 河出書房新社, 1997 （定本・浮世絵春画名品集成）
- 艶本葉男婦舞喜 喜多川歌麿 河出書房新社, 1997 （定本・浮世絵春画名品集成）
- 正寫相生源氏 歌川国貞 河出書房新社, 1997 （定本・浮世絵春画名品集成）
- あづま男に京おんな　春川五七 河出書房新社, 2000 （定本・浮世絵春画名品集成 別巻2）

### 著書
- かわらけお伝考 有光書房, 1961 のち加筆再編して、後掲「あんばいよしのお伝」
- 東海道艶本考 有光書房, 1962 のち改訂して、後掲「東海道売色考」
- 艶本江戸文学史 有光書房, 1964 のち河出文庫, 1991
- 珍版・稀版・瓦版 有光書房, 1966 「艶色江戸の瓦版」河出文庫, 1988
- 江戸仕懸本考 有光書房, 1967 「江戸枕絵の謎」「艶色お江戸謎づくし」河出文庫, 1988
- 時代考証うらおもて あなたも専門家になれる 毎日新聞社, 1969
- 珍版我楽多草紙 有光書房, 1969 のち河出文庫, 1989
- まくら絵 江戸庶民のエロス 三崎書房（バニーブックス）, 1970
- 秘本を求めて 有光書房, 1972
- 枕絵師列伝 エロスの創造者たち 三崎書房（バニーブックス）, 1972
- あんばいよしのお伝(艶色歌舞伎考のうち一番目) 有光書房, 1973 前掲「かわらけお伝考」の加筆再編
- 枕絵の巨匠たち 三崎書房（バニーブックス）, 1973
- かみがた恋修行(艶色歌舞伎考のうち二番目)　有光書房, 1974 のち加筆再編して、後掲「江戸絵本スキャンダル」
- 女・水滸伝（上） 光潮社, 1974 馬琴『傾城水滸伝』のリライト。下は未刊か
- 江戸の千一夜 時代劇に描く時代考証家の夢　桃源社, 1974
- 時代風俗考証事典 河出書房新社, 1977
- 江戸看板図譜 三樹書房, 1977
- 江戸店舗図譜 三樹書房, 1978
- 秘志生態風俗選 第10巻 芸術と民俗に現われた性風俗 日輪閣 のち河出文庫（上下）, 1998
- 東海道売色考 三樹書房, 1979 「艶本紀行東海道五十三次」河出文庫, 1986
- 江戸の枕絵師 三樹書房, 1981 のち河出文庫, 1987
- 江戸艶本を読む 新潮社, 1987 のち文庫, 1994
- 考証春日局 高橋富雄共著 福武書店, 1988
- 浮世絵の極み春画 新潮社(とんぼの本), 1988
- 江戸の二十四時間 河出書房新社, 1989 のち文庫, 1996
- 北斎漫画と春画 葛飾北斎 浦上満、永田生慈、鈴木重三共著 新潮社(とんぼの本), 1989
- 江戸艶本ベストセラー 新潮社, 1991 のち文庫, 1995
- 江戸艶本へようこそ 河出書房新社, 1992 次著とともに、前掲「秘本を求めて」の再編
- 江戸艶本を探せ 江戸艶本へようこそ 続 河出書房新社, 1993 前著とともに、前掲「秘本を求めて」の再編
- 江戸艶本スキャンダル 新潮社, 1997 前掲「かみがた恋修行」の加筆再編